# 六氟磷酸银
六氟磷酸银是一种无机化合物，化学式为AgPF6。

## 用途和反应
六氟磷酸银是一种常见的无机和金属有机化学试剂。它常用于提供弱配位六氟磷酸根阴离子，来取代卤化物配体；反应由生成相应的卤化银沉淀驱动。例如，在乙腈溶液中，从金属溴化物制备乙腈配合物，通常会进行反应：
AgPF6 + Re(CO)5Br + CH3CN → AgBr + [Re(CO)5(CH3CN)]PF6
AgPF6可以作为氧化剂，副产品为形成金属银。例如，在二氯甲烷中的溶液中，二茂铁被氧化成六氟磷酸二茂铁：
AgPF6 + Fe(C5H5)2 → Ag + [Fe(C5H5)2]PF6  (E = 0.65 V)

## 相关试剂
就性质和用途而言，四氟硼酸银（AgBF4）和六氟锑酸银（AgSbF6）与AgPF6类似。

### 与硝酸银相比
硝酸银是传统的较便宜卤离子提取试剂，正如它在定性测试卤化物中的广泛使用那样。然而，与AgPF6相比，硝酸银却在弱碱性的溶剂中难溶：硝酸根阴离子是一种路易斯碱，存在干扰配体，使得它无法在苛刻条件中使用。